# トラフダケ自生地

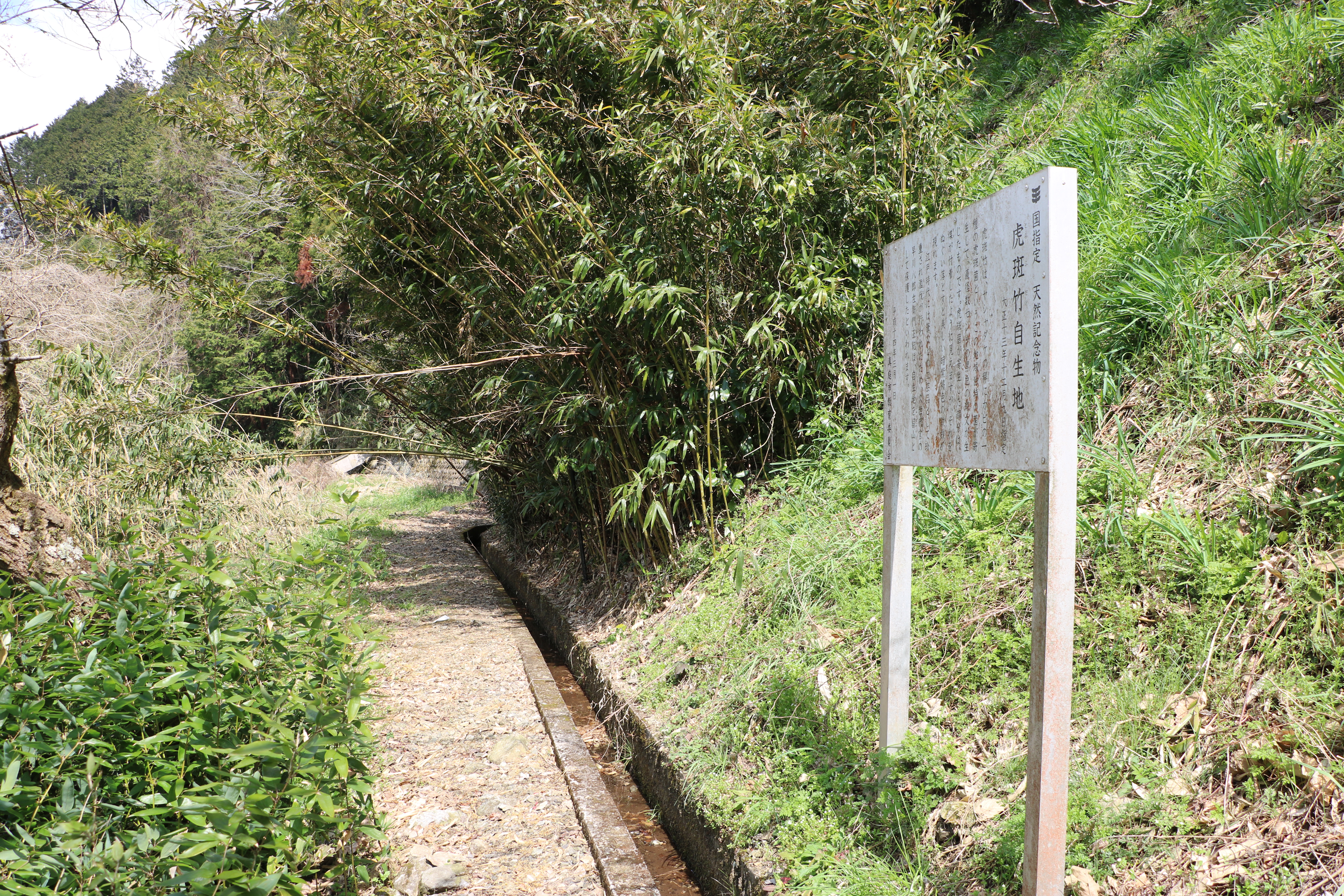
トラフダケ自生地（真庭市久世町三坂）。2021年3月25日撮影。

トラフダケ自生地（トラフダケじせいち）とは、岡山県真庭市にある国の天然記念物に指定された竹藪である。真庭市内の旧久世町三坂、旧落合町上河内および中河内の3か所が指定されている。
トラフダケ（虎斑竹）とは、ヤシャダケ（夜叉竹）の稈（かん）に、虎斑菌と呼ばれる菌が寄生して、稈の表面に直径数センチの円形または楕円形の黒い斑紋が生じたタケである。当地では古くより知られ珍重されているが、岡山県美作地方西部の、ごく狭い範囲に点在して自生する極めて珍しいタケであり、現、真庭市内の3か所の自生地が1924年（大正13年）12月9日に「虎斑竹自生地」（後年トラフダケ自生地に名称変更）の名称で国の天然記念物に指定された。
なお、これら3か所の自生地より数キロ東方の、久米町（現津山市）南方中で後年になって確認された自生地は、岡山県の天然記念物に指定された後、本谷のトラフダケ自生地として国の天然記念物に昇格したため、天然記念物の物件としては本記事で扱うトラフダケ自生地とは別件である。
本記事では1924年（大正13年）に指定された、現、真庭市内の3か所にある「トラフダケ自生地」について解説する。

## 解説
トラフダケ（虎斑竹）とは特定のタケの種類を言うのではなく、タケ類の稈（かん）に虎斑菌（Chaetosphaeria fusispora (Kawamura) Hino Syn. Miyoshia fusispora Kawamura Syn. Miyoshiella fusispora (Kawamura) Kawamura）、と呼ばれる菌が寄生することによって、稈の表面に直径1センチから6センチほどの楕円形や円形の黒い斑紋が生じた状態を言い、マダケやトウチクなど様々なタケに寄生するが、ここ岡山の指定地ではヤシャダケ（夜叉竹）に寄生したものを言う。
この菌はカビの一種で、植物病理学的には病態、病害であって、農林水産省所管の国立研究開発法人農業生物資源研究所農業生物資源ジーンバンクの日本植物病名データベースによれば、漢字表記の「虎斑竹」はタケやササ類が罹患する植物の病名として記載されており、文化庁が1970年（昭和45年）に発行した『天然記念物緊急調査』では、「ヤシャダケ林の荒廃につけ込んでカビの着生したものにほかならない」と記述されている。
この黒い斑紋は煤のような汚いものに見えるが、虎斑菌は稈の表面だけでなく稈組織に深く入り込むため、これを拭い落して磨くと稈の表面に渋味のある美しい模様が浮かび上がり、ちょうど張り子の虎の胴にある模様に似た黒い模様になるので虎斑竹と呼ばれ、磨けば磨くほど立派な斑紋が出るという。
宿主となるヤシャダケは稈の高さ約4~8メートルほどの中型のタケで、一説には福井県と岐阜県の県境近くにある夜叉ヶ池畔で発見されたのでこの名前が付いたと言われており、本州中部以西の川沿いに分布している。
トラフダケのような稈に斑模様のある竹は斑竹（はんちく、まだらだけ）と呼ばれ、寄生する菌類や宿主となる竹の種類により「圏紋竹」「ごま竹」「さび竹」など複数種が知られているが、これらはトラフダケに限らず古くから珍重され、日本国内ではキセルの管である「羅宇（らう）」の材質に使用されたり、正倉院の御物中の筆17管のうち8管が斑竹が使用されているなど、希少な装飾品として紋様が美麗なものは健常なものよりも高値で取引されていたという。
美しい虎斑（トラフ）の出る条件は、直射日光が当たらない湿気の多い有機質に富んだ雑木林で、具体的には北向きの藪で急傾斜地の登るのが困難な場所、近くに小川の流れる場所が適しているとされ、ヤシャダケが他の樹木と混生した場所に限って生育する。

## 虎斑竹保護の歴史

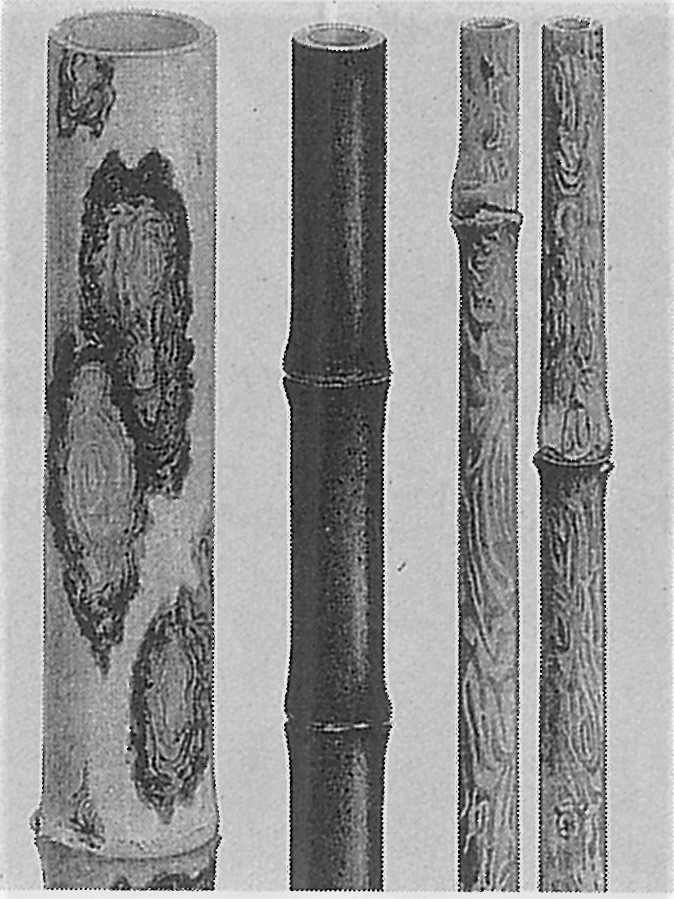
1907年（明治40年）の東京帝国大学紀要に初めて記載された、研磨された状態の岡山虎斑竹の画像。

真庭地域に散在する虎斑竹は古くから有名であったようで、本草学者の松岡恕庵が1717年（享保2年）に著した『怡顔斎何品』の「竹品」や、寺島良安が1717年（正徳2年）に編纂刊行した『和漢三才図会』の中でも既に記載があり、主に筆などの工芸品に使用されていたという。特に久世三坂の虎斑竹は地域の里謡に、〽 山家なれども三坂は名所、柴竹、斑竹、虎斑竹、と唄われるほど知られていた。
このような希少価値のある竹であるため、当時は濫伐が頻繁に行われ、東側に隣接する米来村目木（めぎ）の虎斑竹は全滅してしまうなど問題になったが、当地久世の領民から早川代官と呼ばれ慕われた早川正紀によって虎斑竹の伐採が1791年（寛政3年）に厳しく禁じられた。
今日の天然記念物に指定されている三坂下瀬戸の虎斑竹の竹林は留山として保護されるようになり、当地の庄屋森本助四郎を番人として置き、毎年米5斗2升の扶持米を支給して監視に当たらせ、以後、明治維新まで竹林への一般の出入りを禁じさせていた。
しかし明治に入り番人がいなくなると再び濫伐が始まり、虎斑竹は絶滅寸前になってしまう。津山市出身の菌類分類学者川村清一は岡山のトラフダケを研究し、黒い斑紋は固有の細菌感染によるものであることを明らかにし、その内容は1907年（明治40年）の東京帝国大学紀要に記載された。これにより多くの植物学者にトラフダケの存在が知られるようになり、トラフダケの希少性を認識した松村任三、伊藤篤太郎、白井光太郎、三好学といった当時の日本国内の植物学の権威者らにより、岡山のトラフダケの保全を訴える建白書が1911年（明治44年）に内務省へ提出された。これは1919年（大正8年）に「史蹟名勝天然紀念物保存法」が公布される8年前のことであり、現、真庭市域のトラフダケ自生地の3か所は1924年（大正13年）12月9日に「虎斑竹自生地」として国の天然記念物に指定された。
宿主の竹は当地で通称大名竹（ダイミョウチク）と呼ばれる業平竹（ナリヒラダケ）と当初は鑑定されていたが、のちに疑問が呈され1950年（昭和25年）に竹の専攻学者である室井綽による調査が行われヤシャダケであることが確定した。

## 指定地

### 久世町三坂下瀬戸

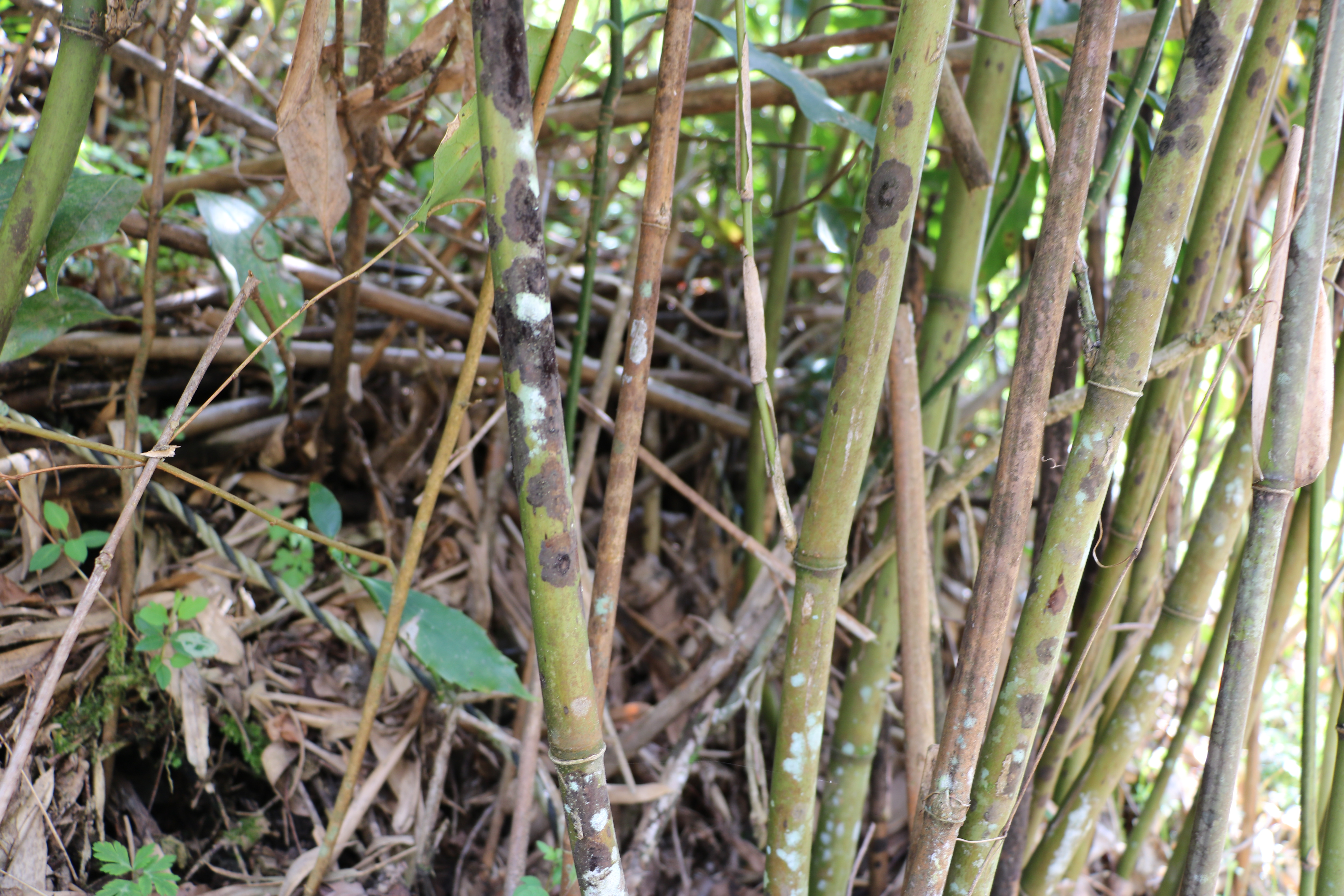
虎斑菌が着生した稈。久世町三坂のトラフダケ。2021年3月25日撮影。

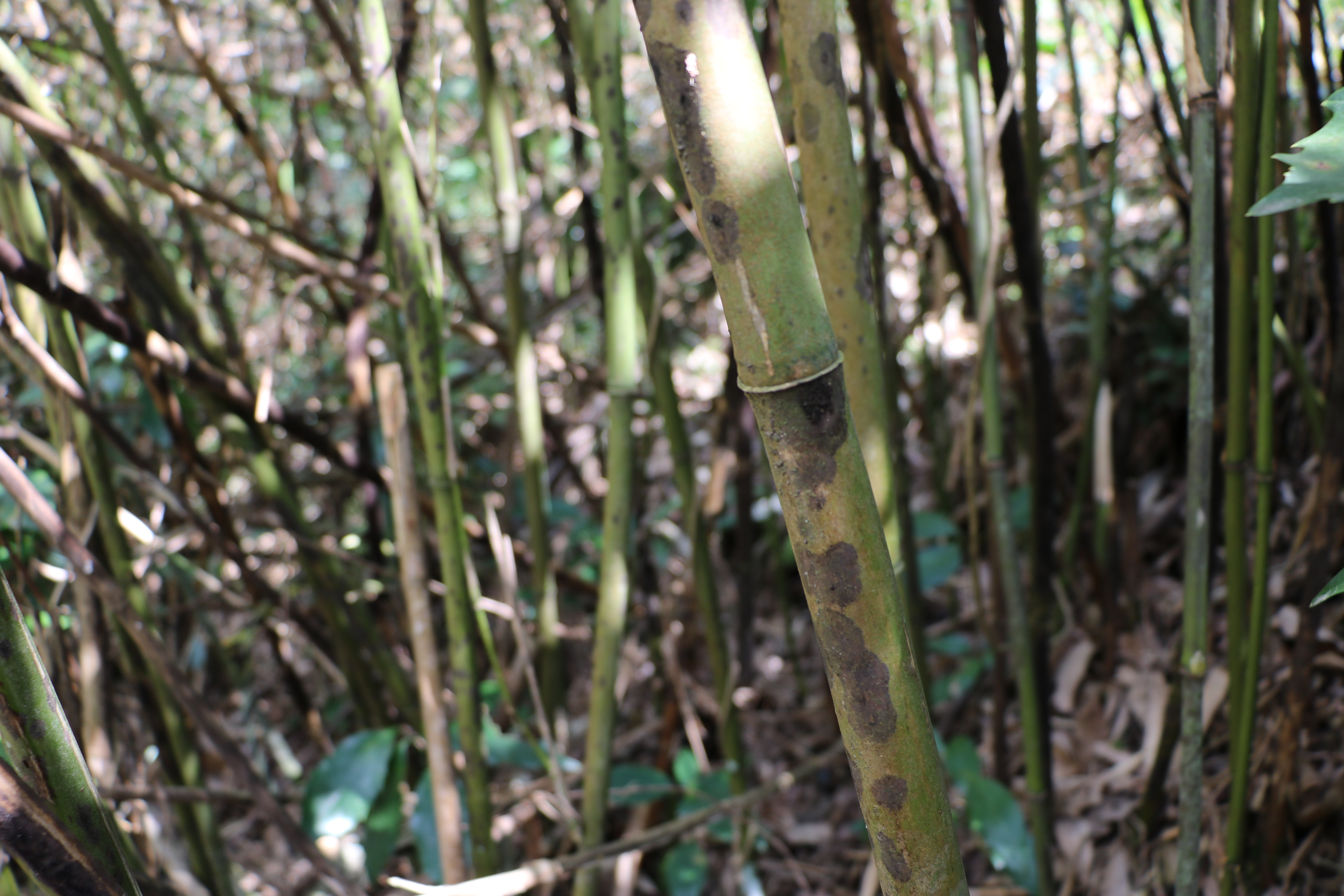
虎斑菌が着生した稈。久世町三坂のトラフダケ。2021年3月25日撮影。

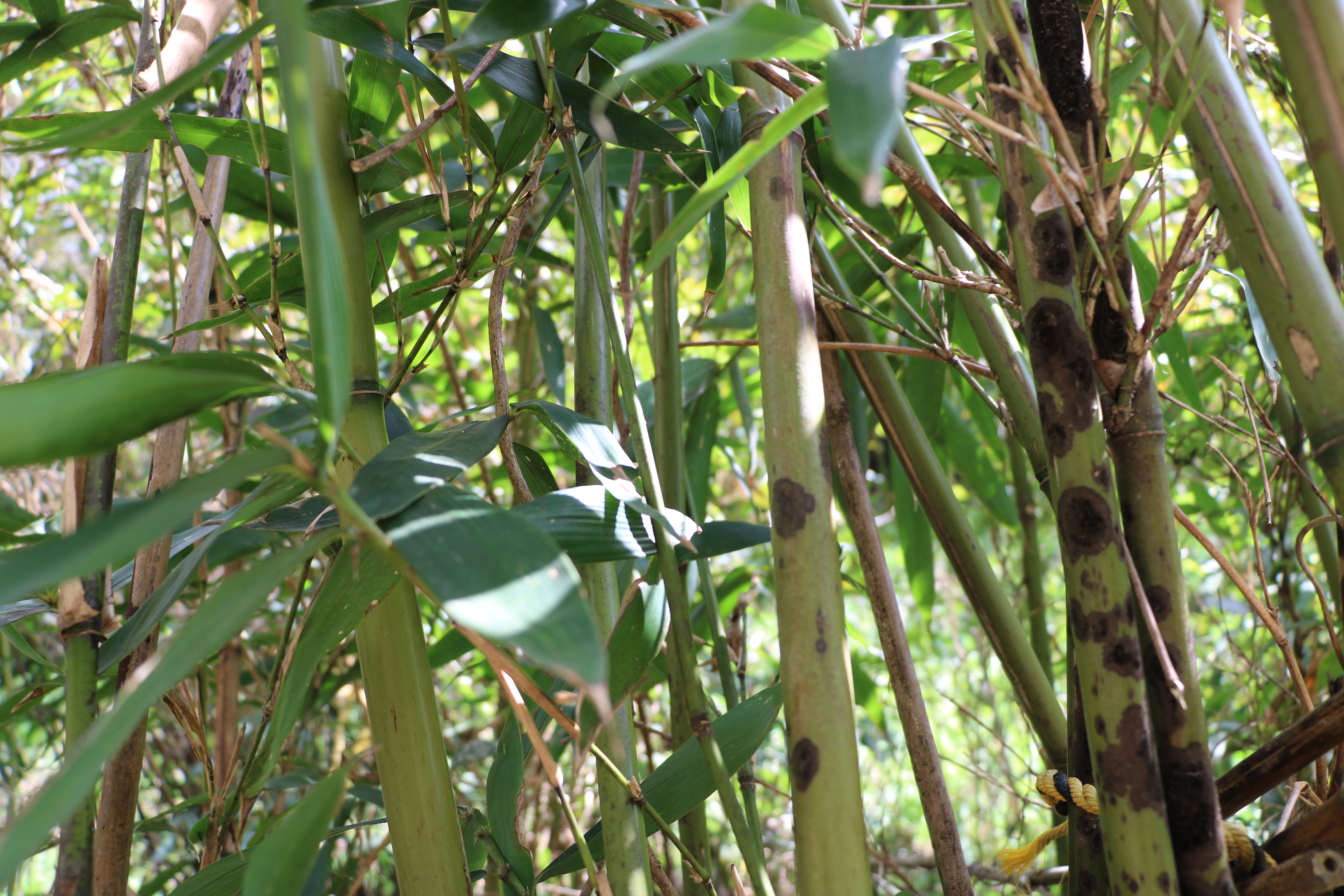
虎斑菌が着生した稈。久世町三坂のトラフダケ。2021年3月25日撮影。

1791年（寛政3年）に久世早川代官によって伐採が禁じられて留山とされ、明治維新まで住民の出入りを禁止していたのが、このトラフダケの自生地である。場所はJR姫新線久世駅北東約1キロほどの岡山県道65号久世中和線沿いから、旭川水系三坂川を東岸へ渡った先にある川沿いの畦道を抜けた山腹の急斜面にある。入口に案内標識等は無いが、指定地には国指定天然記念物であることを示す真庭市教育委員会が設置した解説板が設置されている。ロープで囲まれた約5メートル×30メートルの範囲に約800本のヤシャダケが生育しており、2001年（平成13年）11月の調査では16本の稈に虎斑が出現していることが確認されている。斜面上部は常緑・落葉樹林が混合しており、ヤシャダケの周囲にはアケビ、アオギリ、ホシダなどが少々生育している。

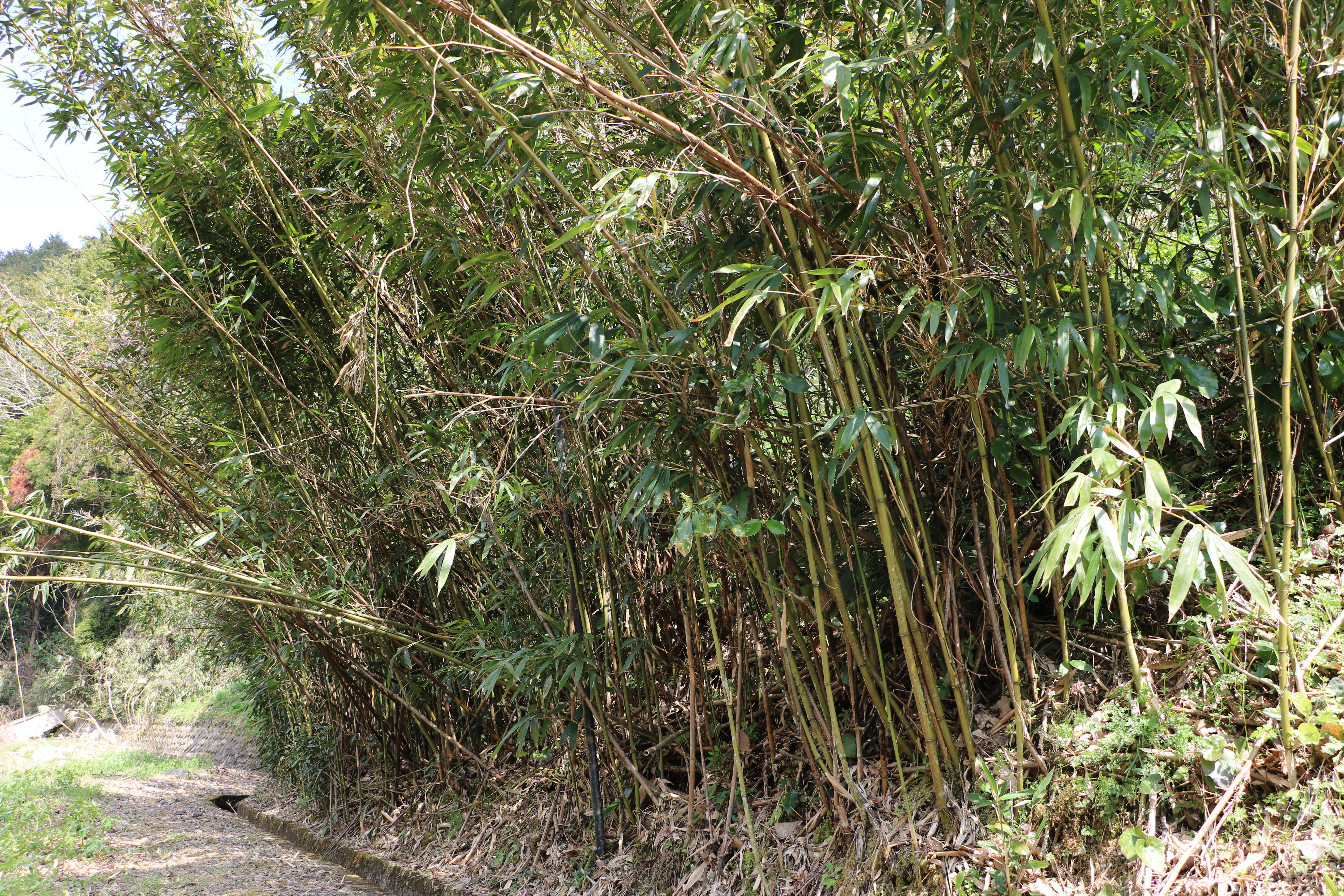
久世町三坂の指定地。2021年3月25日撮影。

### 落合町上河内長田
岡山県教育委員会が1974年（昭和49年）に作成した調査報告書では「追分のトラフダケ」と記載されている。JR姫新線美作追分駅にほど近い岡山県道411号垂水追分線沿いの北側山裾に所在するが、国指定天然記念物であることを示す標識等はない。南向きの日当たりのよい斜面であるため乾燥しやすく、虎斑菌の着生状況は芳しくない。2001年（平成13年）の調査時では稈に出現した虎斑は確認されなかった。道路の熱気や交通量の増加による排気ガスなどの悪影響が考えられ、森林科学者の蒔田明史は何らかの対策の必要性を指摘している。

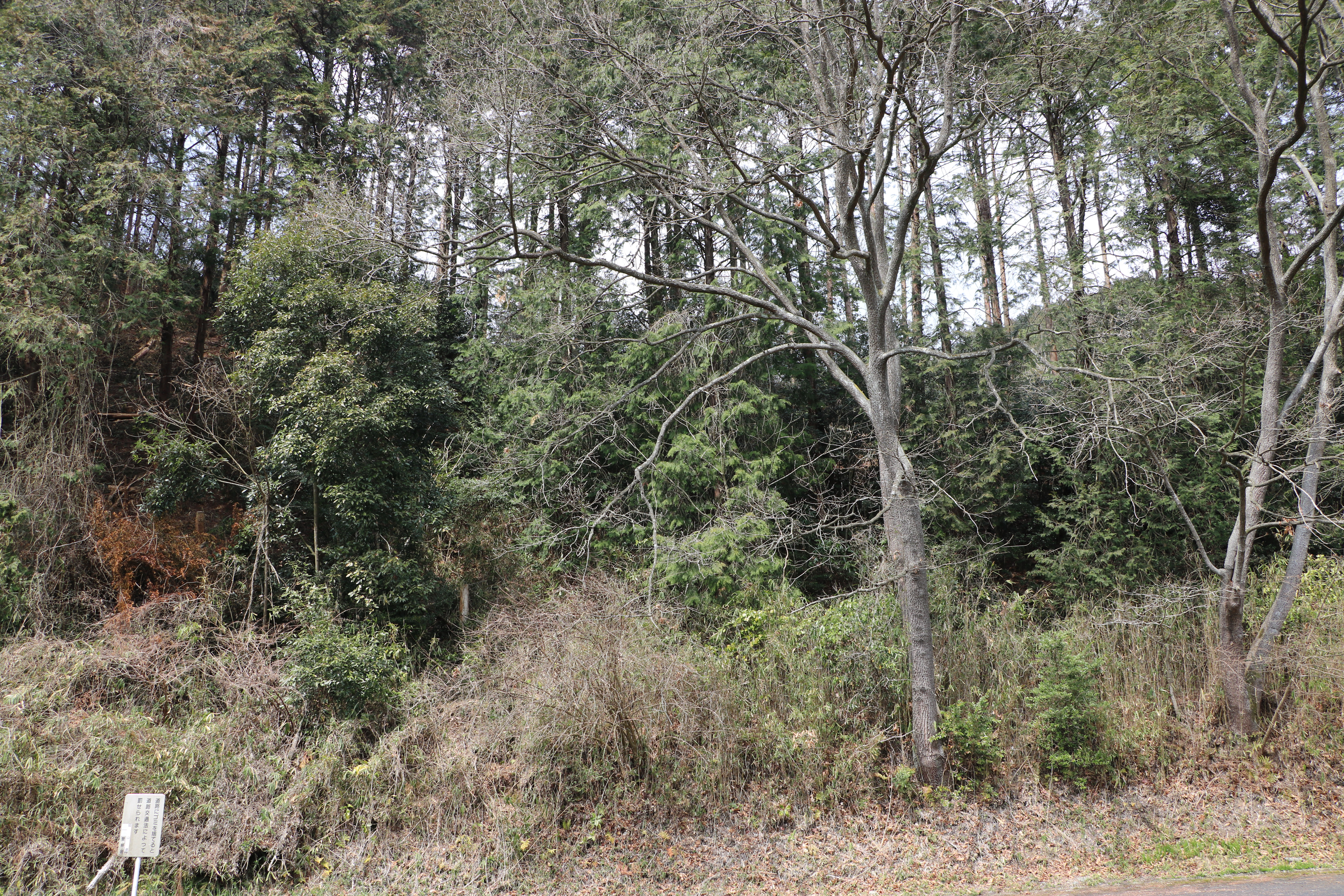
落合町上河内（追分）の指定地。2021年3月25日撮影。

### 落合町中河内上の峪
岡山県教育委員会が1974年（昭和49年）に作成した調査報告書では「釜屋のトラフダケ」と記載されている。この場所は中国自動車道と米子自動車道の接続する落合ジャンクション南方の山中にあり、この山林の所有者によれば濫伐を禁じた古文書があるという。1995年（平成7年）10月にトラフダケ自生地を訪れたたばこと塩の博物館調査役の川床邦夫は、指定地の場所が分かりにくいため当時の落合町教育員会へ赴き場所を尋ねたところ、珍しいものなので濫伐を恐れ、心無い見学者もいることから、わざと標識などを分かり難くいままにしているのだという。指定地ではスギやヒノキの植林地の林床に小規模なヤシャダケの群落があるが、あまり虎斑菌の着生は見られず、「追分のトラフダケ」同様に2001年（平成13年）の調査時では稈に出現した虎斑は確認されなかった

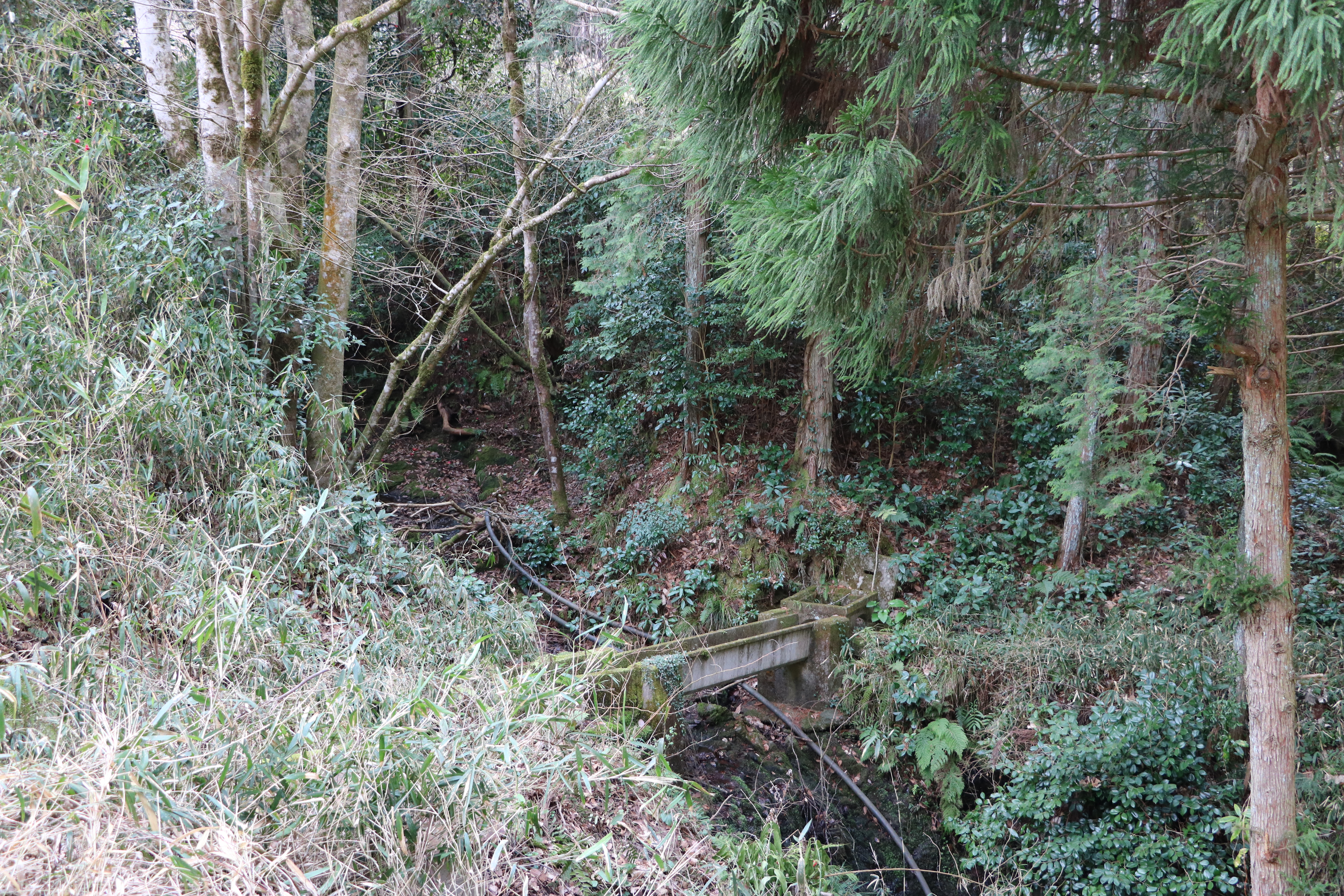
落合町中河内（釜屋）の指定地。2021年3月25日撮影。

## 交通アクセス
以下は旧久世町三坂の指定地
所在地
- 岡山県真庭市久世町三坂下瀬戸

交通
- JR姫新線久世駅より徒歩約20分。